# Jongerendag (Republiek China)
De Nationale Jongerendag is een feestdag in de volksrepubliek China en is ingesteld in 1949, om het begin van de 4 Mei-beweging in 1919 te herdenken.
De 4 Mei-beweging was een Chinese revolutionaire linkse intellectuele beweging die zich afkeerde van het Westerse imperialisme, maar zich tegelijkertijd liet inspireren door de Westerse ideeën over gelijkheid en nationalisme. De naam van de beweging komt van 4 mei 1919.
Om het onderwijs voor iedereen toegankelijker te maken wilden ze de Chinese taal vereenvoudigen. De beweging had een grote aanhang onder studenten en intellectuelen en werd een vervanger voor het neo-confucianisme. Enkele leiders van de beweging staan aan de wieg van de Communistische Partij van China.